# Kanton Oulchy-le-Château
Kanton Oulchy-le-Château (fr. Canton d'Oulchy-le-Château) byl francouzský kanton v departementu Aisne v regionu Pikardie. Tvořilo ho 26 obcí. Zrušen byl po reformě kantonů 2014.

## Obce kantonu
- Ambrief
- Arcy-Sainte-Restitue
- Beugneux
- Billy-sur-Ourcq
- Breny
- Buzancy
- Chacrise
- Chaudun
- Cramaille
- Cuiry-Housse
- Droizy
- Grand-Rozoy
- Hartennes-et-Taux
- Launoy
- Maast-et-Violaine
- Montgru-Saint-Hilaire
- Muret-et-Crouttes
- Nampteuil-sous-Muret
- Oulchy-la-Ville
- Oulchy-le-Château
- Parcy-et-Tigny
- Le Plessier-Huleu
- Rozières-sur-Crise
- Saint-Rémy-Blanzy
- Vierzy
- Villemontoire